# Cardinals Palermo
I Cardinals Palermo sono una squadra di football americano della città di Palermo. Questo sodalizio sportivo fu formato
di fatto il 21 settembre 1983 presso il "Piazzale dei Matrimoni" all'interno del Parco della Favorita, quando fu effettuato il primo raduno di tutti gli atleti invitati, seguito subito dal conseguente allenamento.

## Storia
Il primo storico huddle dei Cardinals si effettuò il 21 settembre del 1983, quando tre studenti dell'ISEF, Giuseppe Gallo, Alfonso Genchi e Francesco Rando, fondarono la società più antica tra quelle attualmente in attività nel Sud Italia. Dalle prime riunioni di appassionati che si svolgevano nel Parco della Favorita e sulla spiaggia di Mondello, presto si passò ad allenamenti veri e propri organizzati presso il campo dell'Istituto "Gonzaga".
Equipaggiati completamente nei primi mesi del 1984. i Cardinals disputarono le prime amichevoli contro i più collaudati Cougars Crotone ottenendo due inaspettati ed esaltanti successi: per 6-14 il 30 maggio 1984 a Crotone e per 28-0 il 7 luglio 1984 allo stadio Comunale di Bagheria (Palermo). Sulla scia di queste prestazioni la società si aspettava l'inserimento della squadra al nascente campionato nazionale di serie B, al quale furono ammessi invece i Cougars. Nel corso di quell'anno e nel successivo la società bussò ancora alle porte dell'AIFA - l'Associazione Italiana Football Americano -, che, avendo esaminato le capacità tecniche e organizzative del team palermitano, finalmente ammise i Cardinals al nascente campionato di serie C del Settembre 1985.
Prima di quel campionato si disputarono altre tre gare amichevoli al fine di perfezionare la crescita dell'intero organico: a Crotone il 16 dicembre 1984 contro i Grasshoppers Bari, vincendo per 32-6 il Trofeo "Del Gaudio". A Palermo il 10 marzo 1985 contro i Roosters Bari vincendo per 12-0, e a Bari il 26 maggio 1985 perdendo per la prima volta per 22-8 contro gli stessi Roosters.
I Cardinals hanno registrato i migliori risultati della loro lunga storia sportiva partecipando, dal 1996 al 2000, a cinque campionati consecutivi di massima serie, impreziositi da due partecipazioni ai Playoffs: la prima volta nel 1998 (Quarti di finale), e la seconda nel 2000 dove approdarono fino alle Semifinali; entrambe le volte il loro cammino verso il titolo è stato fermato dai futuri campioni d'Italia dei Lions Bergamo.
Nel 2012 si sono laureati campioni d'Italia nel Campionato Italiano Football a 9 (CIF9), versione del football con 9 giocatori per squadra (anziché 11), disputato sotto l'egida della FIDAF, imponendosi nella finale di Torino del 30 giugno 2012, contro i Bills di Cavaliermaggiore, campioni della North Conference del campionato CIF9.
I Cardinals hanno maturato alcune esperienze internazionali di significativa importanza, nel 1987 hanno disputato la prima partita ufficiale di football americano in terra spagnola, a Barcelona contro i Badalona Drags ; nel 1996 sono stati invitati dalla federazione Messicana a disputare il prestigioso Tazon Azteca a Città del Messico contro la selezione universitaria messicana .
Nel 1998 i Palermo Cardinals ed il suo Presidente Alberto Di Dio, furono tra i promotori della nascita della IFAF (International Federation of American Football) che nacque appunto a Palermo.  L'anno seguente nel 1999,  Di Dio ed i Cardinals furono organizzatori della prima World Cup di american football con la partecipazione di sei selezioni nazionali. In quella stessa sede, alla prima assemblea plenaria , il Presidente dei Cardinals e Presidente del comitato organizzatore della world cup di Palermo Alberto Di Dio, venne eletto nel board IFAF con incarico di Vice President (incarico ricoperto fino al 2001).
Nel 2011, in occasione della world cup di Vienna in Austria, l'assemblea IFAF, ha voluto conferire ad Alberto Di Dio l'onore di essere nominato membro onorario a vita di IFAF, riconoscendone i meriti di primo promotore della nascita della Federazione Internazionale.

## Dettaglio stagioni

### Tornei nazionali

#### Campionato

##### Golden League
| Stagione | regular season | regular season | regular season | regular season | regular season | regular season | playoff | playoff | playoff | playoff | playoff | playoff    | playoff       |
|          | Vin            | Par            | Per            | Tot            | PF             | PS             | Vin     | Per     | Tot     | PF      | PS      | risultato  | avversaria    |
| -------- | -------------- | -------------- | -------------- | -------------- | -------------- | -------------- | ------- | ------- | ------- | ------- | ------- | ---------- | ------------- |
| 1996     | 1              | 0              | 11             | 12             | 130            | 409            | -       | -       | -       | -       | -       | -          | -             |
| 1997     | 2              | 0              | 8              | 10             | 132            | 297            | -       | -       | -       | -       | -       | -          | -             |
| 1998     | 6              | 0              | 4              | 10             | 272            | 223            | 0       | 1       | 1       | 0       | 8       | Wild Card  | Lions Bergamo |
| 1999     | 1              | 0              | 7              | 8              | 86             | 277            | -       | -       | -       | -       | -       | -          | -             |
| 2000     | 4              | 0              | 4              | 8              | 151            | 145            | 1       | 1       | 2       | 42      | 36      | Semifinale | Lions Bergamo |
| Totale   | 14             | 0              | 34             | 48             | 771            | 1351           | 1       | 2       | 3       | 42      | 44      |            |               |

Fonte: Enciclopedia del Football - A cura di Roberto Mezzetti

##### Serie B (secondo livello)/Serie A2/Silver League/LENAF/Seconda Divisione
| Stagione | regular season | regular season | regular season | regular season | regular season | regular season | playoff | playoff | playoff | playoff | playoff | playoff          | playoff            |
|          | Vin            | Par            | Per            | Tot            | PF             | PS             | Vin     | Per     | Tot     | PF      | PS      | risultato        | avversaria         |
| -------- | -------------- | -------------- | -------------- | -------------- | -------------- | -------------- | ------- | ------- | ------- | ------- | ------- | ---------------- | ------------------ |
| 1987     | 4              | 0              | 6              | 10             | 78             | 214            | 0       | 1       | 1       | 18      | 25      | Primo Turno      | Grifoni Perugia    |
| 1991     | 2              | 0              | 6              | 8              | 95             | 214            | -       | -       | -       | -       | -       | -                | -                  |
| 1992     | 1              | 0              | 7              | 8              | 100            | 183            | -       | -       | -       | -       | -       | -                | -                  |
| 1993     | 5              | 0              | 3              | 8              | 94             | 54             | -       | -       | -       | -       | -       | -                | -                  |
| 1994     | 6              | 1              | 1              | 8              | 144            | 54             | 0       | 1       | 1       | 6       | 26      | Quarti di finale | Marlins Rimini     |
| 1995     | 8              | 0              | 0              | 8              | 110            | 36             | 1       | 1       | 2       | 15      | 12      | Semifinale       | Lumberjacks Fiuggi |
| 2013     | 6              | 0              | 2              | 8              | 206            | 134            | 1       | 1       | 2       | 61      | 60      | Quarti di finale | Lions Bergamo      |
| 2014     | 5              | 0              | 3              | 8              | 221            | 167            | 1       | 1       | 2       | 41      | 51      | Quarti di finale | Hogs Reggio Emilia |
| 2015     | 6              | 0              | 2              | 6              | 249            | 107            | 0       | 1       | 1       | 14      | 21      | Quarti di finale | Guelfi Firenze     |
| Totale   | 43             | 1              | 30             | 74             | 1297           | 1173           | 3       | 6       | 9       | 155     | 195     |                  |                    |

Fonte: Enciclopedia del Football - A cura di Roberto Mezzetti

##### Serie C (terzo livello)/Serie B (terzo livello)/CIF9/Terza Divisione
| Stagione | regular season | regular season | regular season | regular season | regular season | regular season | playoff | playoff | playoff | playoff | playoff | playoff              | playoff                |
|          | Vin            | Par            | Per            | Tot            | PF             | PS             | Vin     | Per     | Tot     | PF      | PS      | risultato            | avversaria             |
| -------- | -------------- | -------------- | -------------- | -------------- | -------------- | -------------- | ------- | ------- | ------- | ------- | ------- | -------------------- | ---------------------- |
| 1985     | 6              | 0              | 4              | 10             | 163            | 104            | -       | -       | -       | -       | -       | -                    | -                      |
| 1986     | 3              | 1              | 2              | 6              | 140            | 68             | -       | -       | -       | -       | -       | -                    | -                      |
| 1988     | 2              | 1              | 1              | 4              | 98             | 34             | 0       | 1       | 1       | 18      | 25      | Primo Turno          | Grifoni Perugia        |
| 1989     | 10             | 0              | 0              | 10             | 610            | 22             | 1       | 1       | 2       | 65      | 39      | Semifinale           | Ironmen La Spezia      |
| 1990     | 9              | 0              | 0              | 9              | 440            | 58             | 2       | 0       | 2       | 50      | 16      | Secondo Turno        | Fighters Pordenone     |
| 2010     | 0              | 0              | 4              | 4              | 39             | 172            | -       | -       | -       | -       | -       | -                    | -                      |
| 2011     | 6              | 0              | 0              | 6              | 157            | 42             | 2       | 1       | 3       | 120     | 90      | Finale di conference | Crusaders Cagliari     |
| 2012     | 6              | 0              | 0              | 6              | 368            | 12             | 4       | 0       | 4       | 160     | 57      | Campioni             | Bills Cavallermaggiore |
| 2017     | 1              | 0              | 5              | 6              | 68             | 234            | -       | -       | -       | -       | -       | -                    | -                      |
| 2018     | 0              | 0              | 6              | 6              | 48             | 287            | -       | -       | -       | -       | -       | -                    | -                      |
| Totale   | 43             | 2              | 22             | 67             | 2131           | 1033           | 9       | 3       | 12      | 413     | 227     |                      |                        |

Fonte: Enciclopedia del Football - A cura di Roberto Mezzetti

## Cronistoria
- 1985 - Campionato 1985 - AIFA - Serie C (Regular season: 6-4)
- 1986 - Campionato 1986 - AIFA - Serie C (Regular season: 3-2-1)
- 1987 - Campionato 1987 - AIFA - Serie B (Regular season: 4-6)
- 1988 - Campionato 1988 - FIAF - Serie B (Regular season: 2-1-1; Playoffs: 0-1)
- 1989 - Campionato 1989 - FIAF - Serie B (Regular season: 10-0; Playoffs: 1-1)
- 1990 - Campionato 1990 - FIAF - Serie B (Regular season: 9-0; Playoffs: 2-0 N.B.: Cardinals promossi in Serie A2)
- 1991 - Campionato 1991 - FIAF - Serie A2 (Regular season: 3-5)
- 1992 - Campionato 1992 - FIAF - Serie A2 (Regular season: 1-7)
- 1993 - Campionato 1993 - FIAF - Serie A2 (Regular season: 7-1)
- 1994 - Campionato 1994 - FIAF - Serie A2 (Regular season: 6-1-1; Playoffs: 0-1)
- 1995 - Campionato 1995 - FIAF - Silver League (ex Serie A2) (Regular season: 7-0; Playoffs: 1-1)
- 1996 - Campionato 1996 - FIAF - Golden League (ex Serie A) 1996 (Regular season: 1-11)
- 1997 - Campionato 1997 - FIAF - Golden League 1997 (Regular season: 2-8)
- 1998 - Campionato 1998 - FIAF - Golden League 1998 (Regular season: 6-4; Playoffs: 0-1)
- 1999 - Campionato 1999 - FIAF - Golden League 1999 (Regular season: 1-7)
- 2000 - Campionato 2000 - FIAF - Golden League 2000 (Regular season: 4-4; Playoffs: 1-1)
- 2009 - Campionato italiano football a 9 FIDAF 2009 (South Conference, girone A) (Regular season: 4-2;)
- 2010 - Campionato italiano football a 9 FIDAF 2010 (South Conference, girone A) (Regular season: 0-4)
- 2011 - Campionato italiano football a 9 FIDAF 2011 (South Conference, girone A) (Regular season: 6-0; Playoffs: 2-1)
- 2012 - CAMPIONI D'ITALIA Campionato italiano football a 9 FIDAF 2012 (South Conference, girone A)

## Collegamenti esterni

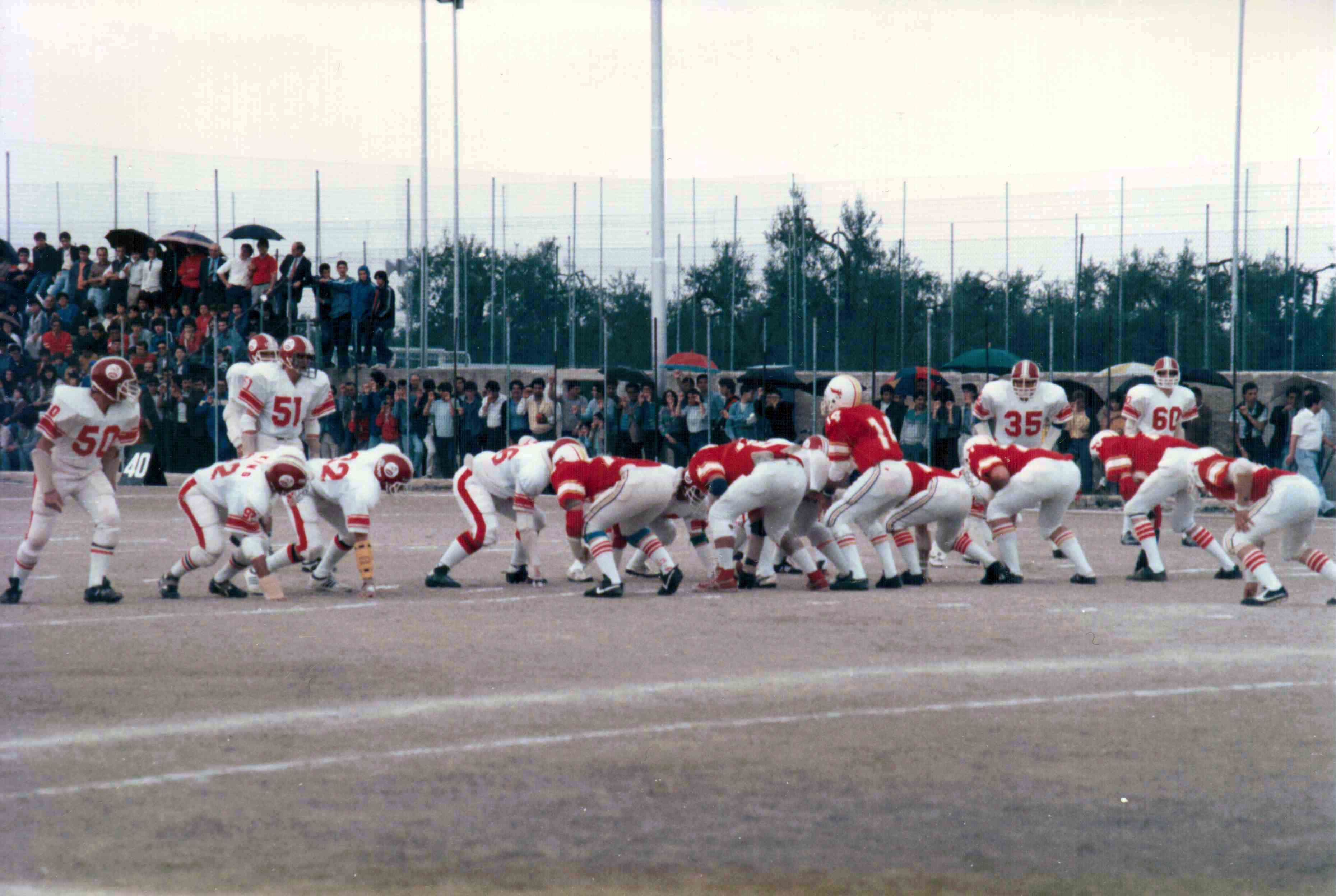
Cardinals in maglie rosse contro i Roosters Bari sul campo Lavermicocca di Bari nel 1985 durante partita amichevole

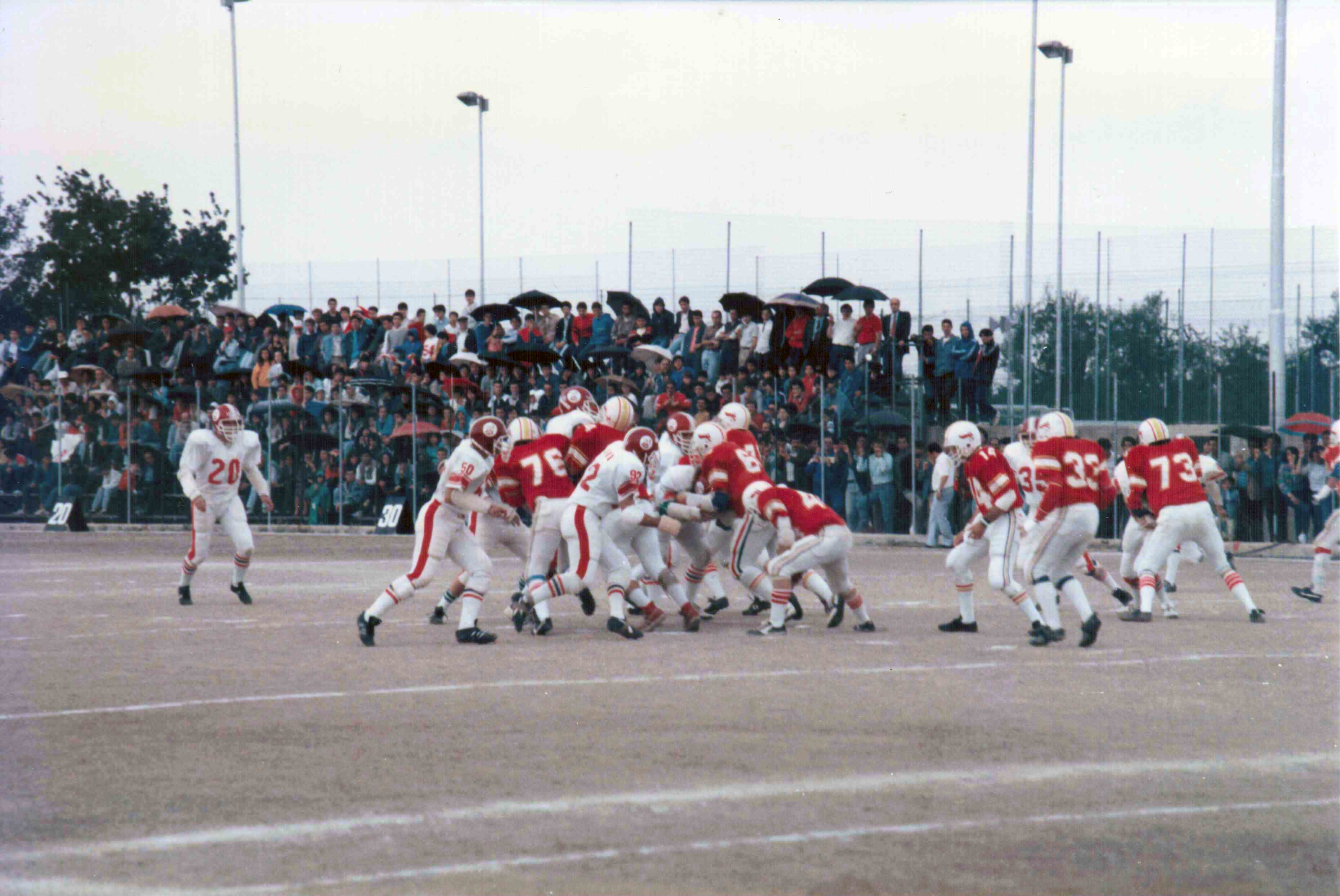
Cardinals in maglie rosse contro i Roosters Bari sul campo Lavermicocca di Bari nel 1985 durante partita amichevole